# OCEAN DRIVE feat.K
「OCEAN DRIVE feat.K」（オーシャン ドライブ フィーチャリング ケー）は、2010年5月12日に発売された石井竜也の26枚目のシングル。

## 解説
アルバム『MOON & EARTH』の先行シングル3部作の第1弾。Kが参加。ジャケットいっぱいに赤の丸がデザインされている。

## 収録曲
作詞・作曲：石井竜也
1. OCEAN DRIVE feat.K [3:57]
編曲：シライシ紗トリ
日本テレビ系『ハッピーMusic』エンディングテーマ。Kとのコラボレーション曲。テーマは「男同士の友情」。デビューからの25年を支えてくれた友人たちのさりげない男同士の気配り、やさしさ、友情を素直に描写することによって感謝の心を表現[2]。2010年当時、自分の立場等、いろんなことを悩んでいたKの事を歌にしてあげたいと思って制作した[3]。Kはピアノ演奏でも参加。
2. 未知への道 [5:51]
編曲：中崎英也
日本中央競馬会函館競馬場イメージソング。この曲もKが参加。
3. 緑の窓 [5:26]
編曲：TATOO・西山勝
元々テレビ東京系『音楽空間アンモナイト』の企画で岩手県軽米町立増子内小学校へのお別れソングとして制作。廃校になる小学校の子供たちに無理なく歌えるよう、唱歌のテイストを組み込んでいる[4]。
4. OCEAN DRIVE feat.K（Instrumental）

## 収録アルバム
| 曲名               | 収録アルバム     | 発売日       | 備考                                               |
| ------------------ | ---------------- | ------------ | -------------------------------------------------- |
| OCEAN DRIVE feat.K | 『MOON & EARTH』 | 2011年3月9日 | 16thオリジナル・アルバム                           |
| 未知への道         | 『MOON & EARTH』 | 2011年3月9日 | 16thオリジナル・アルバム                           |
| 緑の窓             | 『MOON & EARTH』 | 2011年3月9日 | 16thオリジナル・アルバム（アルバムバージョン収録） |